# Вулиця Чайковського (Київ, Московський район)
Ву́лиця Чайко́вського — зникла вулиця, що існувала в Московському, нині Голосіївському районі міста Києва, місцевість Деміївка. Пролягала від проспекту Науки до вулиці Данила Нечая.
Прилучалися Шевська та Луцька вулиці. Паралельно проходив провулок Чайковського.

## Історія
Вулиця виникла наприкінці XIX століття, мала назву 3-я Заводська. Назву вулиця Чайковського, на честь російського композитора Петра Чайковського, набула 1955 року.
Ліквідована разом із навколишньою малоповерховою забудовою 1981 року.